# Agabus gringo
Agabus gringo är en skalbaggsart som beskrevs av Larson in Larson, Alarie och Roughley 2000. Agabus gringo ingår i släktet Agabus och familjen dykare. Inga underarter finns listade i Catalogue of Life.